# Bourseul

Bourseul este o comună în departamentul  Côtes-d'Armor, Franța. În 1 ianuarie 2022 avea o populație de 1.247 de locuitori.